# Milan Lehocký
Milan Lehocký (22. května 1945 – 14. dubna 2015) byl slovenský fotbalový útočník.

## Fotbalová kariéra
V československé lize hrál za Inter Slovnaft Bratislava a Baník Ostrava. Nastoupil ve 2 ligových utkáních. Gól v lize nedal. V sezoně 1971/72 se stal s 18 brankami nejlepším střelcem II. ligy. Na jaře roku 1974 odešel z Ostravy do Stropkova.

## Ligová bilance
| Ročník                                     | Zápasy | Góly | Minuty | Klub                      |
| ------------------------------------------ | ------ | ---- | ------ | ------------------------- |
| 1. československá fotbalová liga 1966/1967 | 1      | 0    | 90     | Inter Slovnaft Bratislava |
| 2. československá fotbalová liga 1971/1972 | -      | 18   | -      | TJ Partizán Bardejov      |
| 1. československá fotbalová liga 1972/1973 | 1      | 0    | 35     | Baník Ostrava             |
| CELKEM 1. liga                             | 2      | 0    | 125    |                           |